# زيد بن الخطاب
زيد بن الخطاب (المتوفي سنة 12 هـ) صحابي من السابقين إلى الإسلام، وهو أخو الخليفة الثاني عمر بن الخطاب لأبيه. هاجر زيد إلى يثرب، وشهد مع النبي محمد المشاهد كلها. وبعد وفاة النبي، شارك في حروب الردة، واستُشهِد في معركة اليمامة.

## نسبه
زيد بن الخطاب بن نفيل بن عبد العزى العدوي القرشي ابنًا لسيد بني عدي الخطاب بن نفيل، وأم زيد هي أسماء بنت وهب بن حبيب من بني أسد بن خزيمة، وأخوه لأبيه عمر بن الخطاب خليفة المسلمين الثاني.

## سيرته
وكان زيد أكبر من عمر سنًا. أسلم زيد قديمًا قبل أخيه عمر، وكان من المهاجرين الأوائل إلى يثرب، وآخى النبي محمد بينه وبين معن بن عدي، وشهد مع النبي محمد المشاهد كلها.
بعد وفاة النبي محمد، شارك زيد في حروب الردة، وحمل راية المسلمين في معركة اليمامة التي تراجع المسلمين منهزمين في أولها، فجعل زيد يقول: «أما الرجال فلا رجال. وجعل يصيح بأعلى صوته: اللهم إني أعتذر إليك من فرار أصحابي، وأبرأ إليك مما جاء به مسيلمة ومحكم اليمامة»، وجعل يسير بالراية يتقدم بها حتى قتل، قتله يومها أبو مريم الحنفي، وقيل سلمة بن صبيح الحنفي، وكانت وفاة معركة اليمامة في ربيع الأول سنة 12 هـ. وقد بنى أهل اليمامة على قبر زيد بن الخطاب وغيره من كبار الصحابة الذين قُتلوا في المعركة قبابًا يزورونها ويتبركون بها، إلى أن هدم محمد بن عبد الوهاب وأتباعه تلك القباب، وكان الذي هدم قبة قبر زيد بن الخطاب ابن عبد الوهاب بنفسه.
أما صفة زيد، فقد كان أسمرًا بائن الطول، وقد أعقب من الولد عبد الرحمن أمه لبابة بنت أَبِي لبابة بن عبد المنذر، وأسماء أمها جميلة بنت أبي عامر بن صيفي. ولزيد بن الخطاب رواية للحديث النبوي عن النبي محمد لحديث واحد، رواه عنه ابن أخيه عبد الله بن عمر وابنه عبد الرحمن بن زيد.
كان عمر شديد الحب لأخيه زيد، فقد رُوي أن عمر قال لزيد يوم أحد: «البس درعي»، فقال زيد: «إني أريد من الشهادة ما تريد»، فتركاها كليهما. وقد حزن عليه عمر حزنًا شديدًا لما قُتل، وقال: «سبقني إلى الحسنيين: أسلم قبلي، واستشهد قبلي». تذكر المصادر أيضًا بأنَّ عمر بن الخطاب قال لابنه عبد الله حين رجع من معركة اليمامة «ألا هلكت قبل زيد، هلك زيد وأنت حي» فقال «قد حرصت على ذلك أن يكون ولكن نفسي تأخرت فأكرمه الله بالشهادة»، وتُشير مصادر أخرى قوله «ما جاء بك وقد هلك زيد، ألا ورايت وجهك عني» فقال عبد الله «سأل الله الشهادة فأعطيها وجهدت أن تساق إلى فلم أُعطها». كان عُمر يقول: «ما هبت الصبا، إلا وأنا أجد ريح زيد». وقد التقى عمر بأبي مريم الحنفي قاتل زيد، وعمر يومئذ الخليفة، فقال له: «أقتلت زيد بن الخطاب؟»، فقال أبو مريم: «أكرمه الله بيدي، ولم يُهِنِّي بيده»، فسأله عمر: «كم ترى المسلمين قتلوا منكم يومئذ؟»، قال: «ألفًا وأربعمائة يزيدون قليلاً». فقال عمر: «بئس القتلى!»، قال أبو مريم: «الحمد لله الذي أبقاني حتى رجعت إلى الدين الذي رضي لنبيه عليه السلام، وللمسلمين»، فَسُرَّ عمر بقوله.